# الدوري الإنجليزي لكرة القدم 1948–49
الدوري الإنجليزي لكرة القدم 1948–49 (بالإنجليزية: 1948–49 Football League)‏ هو موسم من دوري كرة القدم الإنجليزي. فاز فيه نادي بورتسموث.